# Taxe sur les farines, semoules et gruaux de blé tendre
La taxe sur les farines, semoules et gruaux de blé tendre (dite taxe farine ou successivement taxe BAPSA, taxe FFIPSA puis taxe CCMSA) est un impôt indirect français créé en 1962 qui est acquitté par les meuniers. Le produit de cette taxe (64 millions d'euros en 2016) est destiné à financer la mutualité sociale agricole.
Cette taxe a été supprimée au 1er janvier 2019 par la loi de finances initiale (LFI) 2019.

## Historique
L'article 34 de la loi des finances rectificative du 31 juillet 1962  a instauré une taxe sur les blés tendres. La taxe est dorénavant prévue par l'article 1618 septies du Code général des impôts. Elle porte sur les farines, semoules et gruaux de blé tendre destinés à la consommation humaine qui sont livrées ou importées sur le territoire français,. L'Inspection générale des finances liste la taxe sur les farines dans les 192 taxes à faible rendement. Dans ses rapports annuels 2014 et 2018, la Cour des comptes recommande de supprimer cette taxe. La Cour évalue le coût de collecte de cette taxe à 18,3 millions d'euros, pour un produit de 64 millions en 2012 et conclut que le coût de gestion est jugé manifestement disproportionné. Sa suppression permettrait également de redonner des marges aux entreprises du secteur.
La « taxe farine » a été supprimé lors de l'examen du projet de loi de financement de la Sécurité sociale 2017 en Commission des finances de l'Assemblée nationale mais rétablie en séance publique. En juillet 2018, le ministre des Comptes publics Gérald Darmanin annonce que le gouvernement souhaite supprimer 25 petites taxes à faible rendement d'ici à 2020, dont la taxe sur les farines.

## Caractéristiques

### Redevables
La taxe est due par tout meunier ou opérateur procédant à l'importation en France métropolitaine de farines, semoules ou gruaux de blé tendre. Les exportateurs sont exemptés, ainsi que la Corse et l'Outre-mer.

En 2012, le nombre de redevables de cette taxe est estimé à 480 personnes, dont 380 meuniers et 100 biscuitiers. En 2016, 98,87% du produit de la taxe est acquitté par 436 entreprises à raison d’un produit moyen de 147 680 €. Le reste est acquitté par 602 redevables.
| Montant déclaré et acquitté par tranche | Nombre de redevables par tranche | Produit par tranche (en €) | Produit moyen par redevable (en €) | Produit cumulé en pourcentage du total |
| --------------------------------------- | -------------------------------- | -------------------------- | ---------------------------------- | -------------------------------------- |
| De 0 à 5 €                              | 7                                | 23 €                       | 3,3 €                              | 0,000035 %                             |
| De 5 à 10 €                             | 12                               | 80 €                       | 6,7 €                              | 0,000123 %                             |
| De 10 à 25 €                            | 29                               | 512 €                      | 18 €                               | 0,000787 %                             |
| De 25 à 50 €                            | 31                               | 1 211 €                    | 39 €                               | 0,001861 %                             |
| De 50 à 100 €                           | 54                               | 3 920 €                    | 73 €                               | 0,006026 %                             |
| De 100 à 250 €                          | 66                               | 11 955 €                   | 181 €                              | 0,018376 %                             |
| De 250 à 500 €                          | 77                               | 28 059 €                   | 364 €                              | 0,043130 %                             |
| De 500 à 1000 €                         | 90                               | 63 257 €                   | 703 €                              | 0,097234 %                             |
| De 1000 à 2500 €                        | 142                              | 231 284 €                  | 1 629 €                            | 0,355512 %                             |
| De 2500 à 5000 €                        | 94                               | 328 067 €                  | 3 490 €                            | 0,504279 %                             |
| Plus de 5000 €                          | 436                              | 64 388 265 €               | 147 680 €                          | 98,972637 %                            |
| Total                                   | 1038                             | 64 728 566 €               | 62 359 €                           | 100%                                   |

### Bénéficiaires
Dans un premier temps, la taxe est surnommée « taxe BAPSA » car elle était à l'origine destinée à financer le budget annexe des prestations sociales agricoles (BAPSA). L'application des principes de la Loi organique relative aux lois de finances rendant caduc le BAPSA, il est remplacé par le Fonds de financement des prestations sociales des non-salariés agricoles (FFIPSA) auquel est affecté la taxe. L'article 17 de la loi n° 2008-1330 de financement de la sécurité sociale pour 2009 dissout le FFIPSA. Le produit de la taxe est dorénavant affecté à la Caisse centrale de la mutualité sociale agricole (CCMSA) gérée par la mutualité sociale agricole.
Le produit de la taxe finance les régimes d’assurances maladie et vieillesse des 2,8 millions personnes non-salariées du secteur agricole. Le régime de protection sociale des non-salariés agricoles ne peut être financé exclusivement par la profession agricole du fait de la structure démographique déséquilibrée (presque trois bénéficiaires de prestations pour un actif cotisant en maladie et vieillesse).
| Principaux financements                                                               | Montant (en milliard €) |
| ------------------------------------------------------------------------------------- | ----------------------- |
| Impôts et taxes affectés par l’État :                                                 | 8,0                     |
| — taxes sur les boissons ;                                                            | — 4,5                   |
| — fraction des droits sur la consommation de tabac ;                                  | — 2,2                   |
| — quote-part du produit de la contribution sociale de solidarité des sociétés (C3S) ; | — 1,1                   |
| — taxes sur les produits alimentaires (farines, corps gras).                          | — 0,2                   |
| Cotisations sociales et contribution sociale généralisée (CSG)                        | 3,5                     |
| Compensation démographique vieillesse                                                 | 3,2                     |
| Remboursements inter-régimes                                                          | 1,4                     |
| Transferts d'équilibre du régime général                                              | 0,8                     |

### Rendement
En 2017, le montant de la taxe est de 15,24 euros par tonne de farine, semoule ou gruaux. Le taux de la taxe sur les farines est quasiment inchangé depuis 1991. Lors du passage à l'euro, la conversion des 100 francs en 16 euros a fait débat (en respectant le taux de change, la conversion aurait dû être de 15,245 euros). Le sénateur RPR de Moselle Jean-Louis Masson a déposé une question écrite le 18 juillet 2002. Le meunier Marcel Estager a également attaqué en justice l'État français. La Cour de justice de l'Union européenne rend son avis le 18 janvier 2007 et le taux est revu à la baisse fin 2008.
| Période        | Montant de la taxe par tonne |
| -------------- | ---------------------------- |
| de 1981 à 1990 | 73,60 francs                 |
| de 1991 à 2001 | 100 francs                   |
| de 2002 à 2008 | 16 euros                     |
| depuis 2009    | 15,24 euros                  |

Le produit de la taxe est stable, rapportant entre 62 et 64 millions d'euros par an.
La collecte est assurée par la Direction générale des douanes et droits indirects (DGDDI) au moyen d'une déclaration spécifique. La gestion de la taxe n'est pas jugé complexe. Les services des douanes estiment à environ deux minutes le temps d'enregistrement de la déclaration d'un redevable. Donc pour un gros contributeur, le coût de gestion est insignifiant. Le coût de gestion de la taxe devient significatif pour les petits opérateurs.
La taxe n'ayant pas d'équivalent dans l'Union européenne, certains industriels européens qui introduisent en France des produits contenant de la farine de blé tendre ne font pas de déclaration, faute de connaître l'existence de la taxe. La Cour des comptes souligne qu'« en l’absence de contrôle aux frontières intra-européennes, l’identification de ces redevables est donc aléatoire et coûteuse pour la Douane. Cette situation pose en fait le problème du maintien de taxes purement nationales dans un territoire communautaire qui ignore ce genre de fiscalité et a précisément été créé pour permettre la libre circulation des biens et des marchandises ».